# Lusahovit
Lusahovit (en arménien Լուսահովիտ ; jusqu'en 1978 Tsrviz) est une communauté rurale du marz de Tavush, en Arménie. Elle compte 390 habitants en 2008.
L'ancien monastère Moro-Dzoro se situe dans cette communauté. 